# Григорий Лазаров
Григорий Лазаров Димитров е български духовник и общественик, деец на късното Българско възраждане в Южна Македония в края на XIX - началото на XX век, един от водачите на българското просветно и църковно дело в Хрупища и Тиквешко.

## Биография
Григорий Лазаров е роден в паланката Неготино, Тиквешко, тогава в Османската империя. Приема свещенически сан. При откриването на български параклис и екзархийско архиерейско наместничество в южномакедонския градец Хрупища в 1905 година, Лазаров е изпратен като пръв архиерейски наместник. Две години наместничеството се помещава в къщата на Шомо Сикавичовски, а по-късно се мести в обществена сграда. Архинаместничеството на Лазаров е във време, в което българщината е изложена на силните удари на турските власти, заради революционното движение и на гръцките андартски чети, заради отказа на костенарийските села от елинизма, които спъват дейността му. Лазаров подпомага изгонените от родните им места от андартите бежанци, настанени в Хрупища. Влиза обаче в конфликт с част от българското гражданство и е сменен от Атанас Шишков.
Георги Христов го определя като:
| „ | ... добър, трудолюбив, пъргав и деятелен... . | “ |

Лазаров е назначен за архиерейски наместник в Тиквеш. В 1913 година след окупацията на Тиквеш от Сърбия, Лазаров е пребит, защото се опитва да причака своя митрополит на железопътната гара в Криволак, а къщата му е съборена.